# Live from Las Vegas at the Palms
Live from Las Vegas at the Palms — первый концертный альбом американской группы Yellowcard, эксклюзивно выпущенный 22 января 2008 года для Apple iTunes.
Альбом был записан в октябре 2007 года во время тура Blue October в лас-вегасском Palms Casino Resort’s Intimate Pearl Concert Theater. Альбом был анонсирован 15 января, 2008 года на официальном сайте и Myspace-странице группы. В этот же день обложка альбома появилась на iTunes.

## Список композиций
1. «The Takedown»
2. «Fighting»
3. «Lights and Sounds»
4. «Rough Landing Holly»
5. «Keeper»
6. «Light Up the Sky»
7. «Only One» (Акустическая версия)
8. «Shadows and Regrets»
9. «Way Away»
10. «Ocean Avenue»